# Pierre Le Tourneur
Pierre-Prime-Félicien Le Tourneur, né le 9 juin 1737 à Valognes (Manche) et mort le 24 janvier 1788 à Paris, est un homme de lettres et traducteur français.

## La traduction de l'œuvre de Shakespeare
Après un premier succès qu'il obtint en traduisant les Nuits d'Edward Young, Pierre Le Tourneur a acquis la notoriété avec la traduction des œuvres complètes de Shakespeare. Sa traduction en vingt volumes, réalisée en six ans, de 1776 à 1783, est restée une version de référence jusqu'au milieu du XIXe siècle. 

A la suite de Voltaire, qui s'était fortement opposé au dramaturge anglais qu'il nommait le « Sauvage ivre », on avait affirmé en France que Shakespeare était intraduisible. Pierre-Antoine de La Place avait néanmoins publié dans son Théâtre anglois, à Londres, de 1746 à 1748, des extraits de son œuvre et l'intégralité de Richard III, certes sous une forme adaptée et assez peu connue. Dans sa Préface du Shakespeare, Pierre Le Tourneur, peu flatteur avec son prédécesseur, écrit (p. XIX) : 
M.de la Place fut obligé de ne nous faire qu'entrevoir Shakespeare avec ménagement, de retailler, pour ainsi dire de polir et de rapetisser ce Géant étranger, pour ne pas le compromettre à nos yeux ; en un mot d'accommoder ces pièces au goût du théâtre Français. Aujourd'hui au contraire, il me semble qu'il faudroit et qu'on peut accommoder et plier la Langue Françoise aux pièces de Shakespeare.
 Ce faisant, il défiait clairement les autorités littéraires françaises, en prenant toutefois soin de ne pas engager de vraie polémique, ni d'attaquer Voltaire nommément. Les réactions violentes de celui-ci qui s'ensuivirent néanmoins, firent une publicité importante au travail de Le Tourneur.
Pour mener à bien une telle entreprise, Le Tourneur qui, selon une pratique courante, signait seul les traductions, s'était entouré d'une équipe de collaborateurs anonymes recrutés parmi les étudiants en lettres et les amateurs des salons parisiens, comme Pierre-Bernard la Mare, un compatriote manchois. Il eut également le concours du Comte de Catuélan, un breton bon connaisseur de l'Angleterre, admirateur de Shakespeare et très désireux de faire partager cet enthousiasme dans son cercle de relations proches du pouvoir.

## La naissance du romantisme
Une phrase de la Préface du Shakespeare de 1776 est souvent citée par les historiens de l'Art comme une apparition précoce du terme « romantique ». Pierre Le Tourneur y fait référence aux peintures de paysages du peintre italien Salvator Rosa : 
Les tableaux de Salvator Rosa, quelques sites des Alpes, plusieurs Jardins et Campagnes de l'Angleterre ne sont point Romanesques ; mais on peut dire qu'ils sont plus que pittoresques, c'est à-dire touchans et Romantiques.
Cette relation implicite entre la peinture de Rosa et l'oeuvre de Shakespeare est promise à un bel avenir : le culte de Shakespeare, la vogue du jardin paysager anglais, et l'apparition du terme « sublime » pour qualifier les paysages de montagne caractérisent la période de la naissance du romantisme.

## Autres traductions
- Edward Young, Nuits et Œuvres diverses , Paris, 1769-70, 4 vol.
- James Hervey, Méditations sur les tombeaux, 1770
- Samuel Johnson, Histoire de Richard Savage, 1771
- James Mcpherson, Ossian, fils de Fingal, poésies galliques, 1777
- Soame Jenyns, De l'Évidence de la religion chrétienne, 1779
- Samuel Richardson, Clarisse Harlowe, 1784-87, 10 vol.
- La Jeune fille séduite et Le Courtisan hermite, traduits de l'anglais par M. Le Tourneur, 1769 (Il s'agit d'un recueil de deux contes traduits par Le Tourneur. Le premier, intitulé en anglais The Insinuating Bawd, and the Repenting Harlot, est à l’origine un poème de Ned Ward ; le deuxième, The Hermit. In the manner of Cambray, est un conte de William Shenstone.)

## Sources
- Pierre Le Tourneur, Préface du Shakespeare traduit de l'Anglois, édition critique par Jacques Gury, Droz, Genève, 1990, contenant la reproduction en fac-similé de l'édition de Paris, 1776, lire en ligne